# لوحة مفاتيح أردية

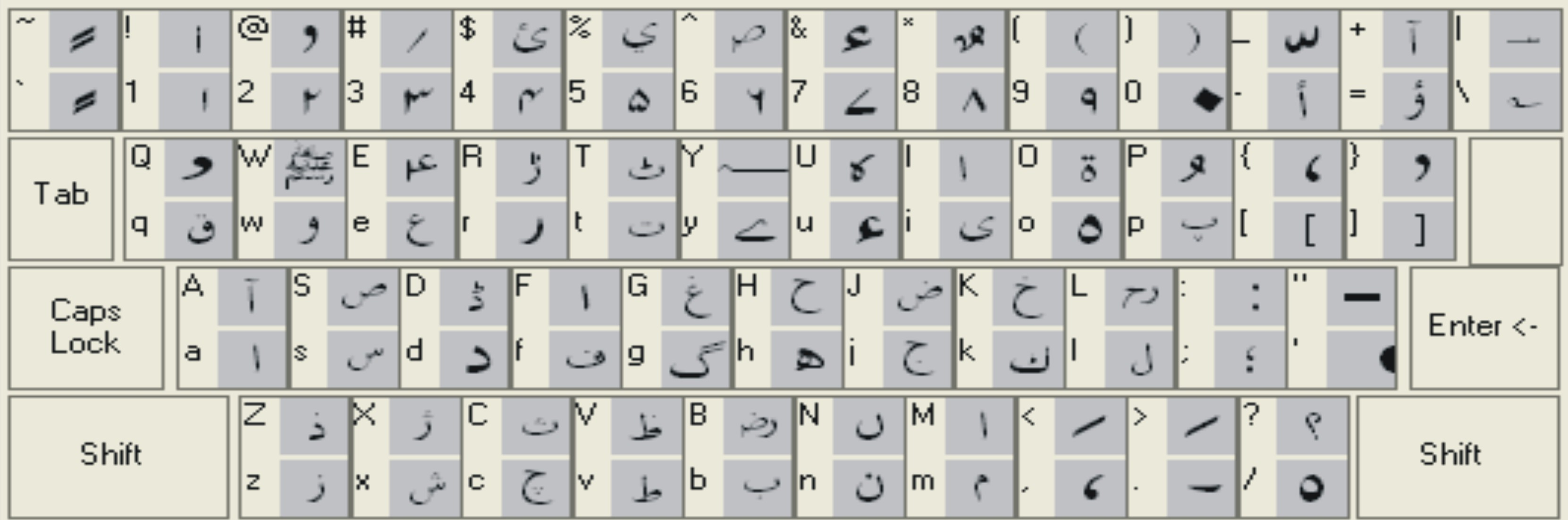
تخطيط لوحة المفاتيح الأردية

لوحة المفاتيح الأردية هي أيُّ تخطيط للوحة المفاتيح الأردية، ولوحات مفاتيح الآلة الكاتبة. منذ أن تم توفير أول آلة كاتبة باللغة الأوردية في عام 1911، مرّ التصميم بمراحل مختلفة من التطور. مع مرور الوقت، تقلّص تنوع التخطيطات التي تم تقديمها في الخمسينيات من القرن الماضي للتركيبات الآلية إلى عدد قليل جدًا من التصميمات المتوافقة مع العصر الرقمي الجديد. كانت التحسينات الحديثة في لوحة المفاتيح الأردية رائدة من قبل إدارة تطوير اللغة الوطنية في باكستان، والتي قامت بتوحيد الجوانب اللغوية مثل قواعد الإملاء والمعجم. ساعدت هذه التطورات في تطوير تصميم لوحة المفاتيح من الآلات الكاتبة لتكون متوافقة مع أجهزة الكمبيوتر، لزيادة الإنتاجية والكفاءة النصية للغة، خاصة من خلال الوسائط الإلكترونية الحديثة.

## تطور لوحة المفاتيح الأردية
عندما تم إعلان اللغة الأردية لغة وطنية لباكستان المستقلة في عام 1947، تم إدخال مجموعة متنوعة من تصميمات لوحة المفاتيح بسرعة إلى السوق من قبل العديد من الأفراد والمؤسسات. ومع ذلك، ظلّت الاختلافات في ترتيب المفاتيح وعدد الأحرف. وهذا يؤكد الحاجة الملحة إلى شكل قياسي من لوحة المفاتيح قابل للتكيف مع مستخدمين متنوعين.

### الجيل الأول
في عام 1963، قام مجلس اللغة المركزي المُنشأ حديثًا في باكستان بتوحيد لوحة مفاتيح الآلة الكاتبة. تضم لوحة المفاتيح القياسية الجديدة أيضًا أحرفًا خاصة من لغات إقليمية أخرى، مثل السندية والباشتو. اللغات التي يتم التحدث بها في البنجاب وبلوشستان يمكن استيعابها بسهولة داخل الأحرف الأردية.

### الجيل الثاني
تم تعديل لوحة المفاتيح مرة أخرى في عام 1974. هذه المرة كان التصميم يعتمد على جداول التردد وتقنيات التشعب (موازنة الحمل على أصابع الطابعة)، وتم استبدال الأحرف المتعلقة باللغات الأخرى بالأرقام.

### الجيل الثالث
في عام 1980، قامت إدارة تطوير اللغة الوطنية بتطوير تصميم جديد للوحة المفاتيح للآلات الكاتبة استنادًا إلى نص النسخ. وكانت لوحة المفاتيح تحتوي على 46 مفتاحًا لـ71 نوعا من الصوامت والصوائت وعلامات الترقيم، و21 رمزًا رئيسيًا للحسابيات والأرقام. ومع وصول العصر الرقمي، أصبح التصميم غير ملائم للمعالجة المحوسبة التي تتطلب برمجية احتياطية  لتحديد شكل الحرف المناسب للسياق، والقدرة على تخزين تشفير رموز متعددة اللغات. تمت معالجة هذه المشكلات من خلال توحيد لوحة المفاتيح  للطابعة لاستخدام اللغتين الإنجليزية والأردية. تم العثور على التصميم الجديد مناسبًا للاستخدام في التطبيقات المستندة إلى الكمبيوتر وتم اعتماده على الفور مع تعديلات لمعالجات الكلمات.

### الجيل الرابع
في عام 1998، بدأت إدارة تطوير اللغة الوطنية، تحت إشراف الدكتور عطاش دوراني، العمل في مشروع بحث وتطوير لتوحيد ترميز الأردية. نتج عن ذلك تشكيل (اردو ضابط تختی) (UZT). في يوليو 2000، تم توحيد UZT 1.01 لجميع أنواع الحوسبة الإلكترونية والاتصالات والتخزين. بناءً على هذا الإصدار، تم دمج دعم اللغة الأردية في الإصدارين 3.1 و 4.0 من اليونيكود. تم الانتهاء من إصدار لوحة المفاتيح 1 بواسطة إدارة تطوير اللغة الوطنية في 14 ديسمبر 1999. في عام 2001، اعتمدت هيئة قاعدة البيانات الوطنية والتسجيل في باكستان لوحة المفاتيح هذه بالكامل لعمليات إدخال البيانات لبطاقات الهوية الوطنية المحوسبة. اعتمدت مايكروسوفت لوحة المفاتيح إلى جانب اللغة الأردية لغة في في ويندوز إكس بي، نظام التشغيل لأجهزة الكمبيوتر الشخصية. لوحة المفاتيح هذه هي الآن قياسية للغة الأردية. أدت التطورات التي حدثت في الجزء الأول من عام 2008 إلى إدخال «نظرية الشخصية الشبحية» في إدارة تطوير اللغة الوطنية، والتي تسمح بالتمثيل الإملائي المحوسب للنص الفارسي العربي. يتيح ذلك نطاقًا أوسع للتحرير مع خيار التبديل بين اللغات مثل العربية والبلوشية والباشتو والفارسية والبنجابية والسندية على التوالي.

### لوحة المفاتيح الصوتية

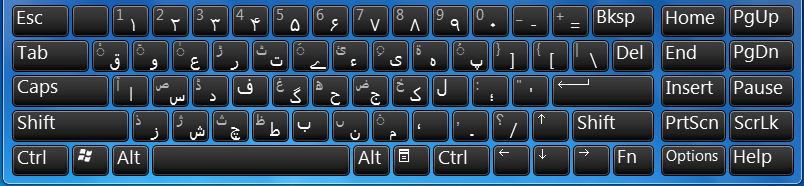
تخطيط لوحة المفاتيح الصوتية الأردية

إلى جانب لوحات المفاتيح، تم تطوير لوحات المفاتيح الصوتية للأردية. تعمل لوحات المفاتيح الصوتية مع صوت الكلمات، على سبيل المثال، يحتوي زر "a" في لوحة المفاتيح الإنجليزية على كلمة أردية تشبه صوت "a"، والأمر نفسه ينطبق على الأحرف الأخرى. على الرغم من أن لوحات المفاتيح الصوتية كانت أقل شيوعًا في الماضي، إلا أنها شهدت استخدامًا أوسع مؤخرًا. يعمل مركز أبحاث معالجة اللغة الأردية على تصميمات لوحة المفاتيح الصوتية للأردية واللغات المحلية الأخرى في باكستان. تُستخدم لوحة المفاتيح الصوتية الأردية على نطاق واسع، وتُعتبر معيارًا لكتابة الأردية على نظام مايكروسوفت الأساسي. ومع ذلك، لم يتم اعتمادها من قبل مايكروسوفت لأي منصة ويندوز.

## المعلومات الكاملة للمراجع
- Afzal, M. (1997). Urdu Software Industry: Prospects, Problems and Need for Standards. 4th National Computer Conference. إسلام آباد.
- Afzal, M. and Hussain, S. (2002). Urdu computing standards: development of Urdu Zabta Takhti. (UZT) 1.01. Proceedings of the Multi Topic IEEE Conference (INMIC 2001) - Technology for the 21st Century. (ردمك 0-7803-7406-1). pp. 216–22
- Dil, A.S. (1962). Pakistani Linguistics. Linguistic Research Group of Pakistan.
- Zia, K. (1996). Information Processing in Urdu. International Symposium on Multilingual Information Processing, AIST, MITI, تسوكوبا، اليابان. March.
- Zia, K. (1999a). A Survey of Standardization in Urdu. 4th Symposium on Multilingual Information Processing (MLIT-4). يانغون، ميانمار. CICC, Japan.
- Zia, K (1999b). Information Processing in Urdu. International Symposium on Multilingual Information Processing, AIST, MITI, تسوكوبا، Japan. March.

## روابط خارجية
- تنزيل لوحة المفاتيح الأردية
- لوحة المفاتيح الصوتية نسخة محفوظة 22 مايو 2021 على موقع واي باك مشين. على الإنترنت لوحة مفاتيح الكتابة باللغة الأردية